# Italo-venezuelani
Gli italo-venezuelani sono gli italiani del Venezuela ed i loro discendenti.

## Storia
Prima della scoperta nell'Ottocento di enormi giacimenti di petrolio nel Venezuela, l'emigrazione di italiani in questo Stato sudamericano fu molto limitata. Solamente alcune centinaia di italiani, come il geografo Agostino Codazzi, vi arrivarono in epoca coloniale, durante la dominazione spagnola e negli anni delle guerre d'indipendenza condotte da Simón Bolívar.
Negli anni Venti gli italiani nel Venezuela erano circa 5.000 e molti erano integrati perfettamente nei ceti sociali più abbienti della capitale Caracas.
Nella seconda metà degli anni Quaranta il ministro della difesa venezuelano Marcos Pérez Jiménez, poi presidente del paese (1952-1958), promosse l'immigrazione dall'Europa devastata dalla seconda guerra mondiale. Quasi un milione di stranieri si trasferirono in Venezuela, in grande maggioranza provenienti dal vecchio continente, e fra questi oltre 252.000 italiani.
Gli italiani nel censimento del 1961 costituivano la comunità straniera più numerosa del Venezuela, precedendo sia quella spagnola che quella portoghese.
Nel 1976 ufficialmente vi erano 210.350 residenti italiani e 25.858 italianos naturalizados, ossia italo-venezuelani che avevano preso la cittadinanza venezuelana.

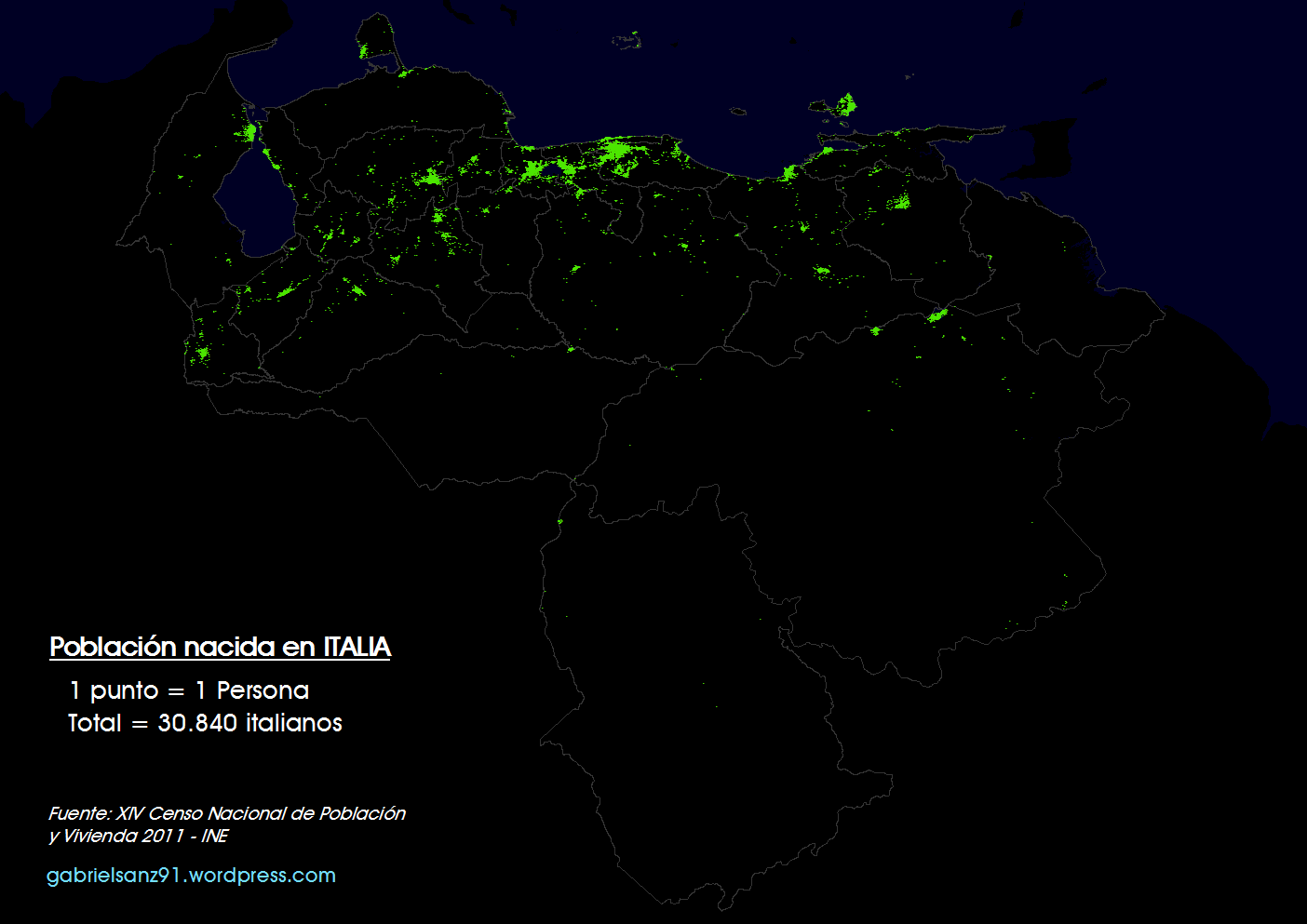
Aree del Venezuela dove la comunità italiana è concentrata

Marisa Vannini calcolava che negli anni Ottanta gli italo-venezuelani erano circa 400.000 includendo, oltre agli italiani emigrati dall'Italia, più di 120.000 discendenti di seconda e terza generazione.
La lingua italiana nel Venezuela sta influenzando con modismi e prestiti linguistici lo spagnolo venezuelano e viene studiata con interesse sempre maggiore da molti italo-venezuelani delle nuove generazioni.
Lo storico Santander Laya-Garrido ha stimato che i venezuelani con almeno un nonno o bisnonno emigrato dall'Italia erano quasi un milione nel 2000. Questo è il caso di Raúl Leoni, presidente dal 1963 al 1969, il cui nonno era un massone italiano rifugiatosi a Caracas a metà Ottocento.
Gli italiani residenti ufficialmente nel Venezuela sono circa 120.000 a causa della mortalità, dei rimpatri, delle naturalizzazioni e, a partire dagli anni Novanta, anche a causa di una grave crisi economica. Quest'ultima è coincisa, secondo taluni, con l'ascesa al potere del presidente Hugo Chávez, eletto nel dicembre 1998. Malgrado le difficoltà sociali ed economiche che il Venezuela affronta, la comunità italiana continua a dare il suo contributo vitale al Paese.
| Italiani nel Venezuela | Italiani nel Venezuela  | Italiani nel Venezuela | Italiani nel Venezuela  | Italiani nel Venezuela            |
| Censimento             | Popolazione venezuelana | Italiani               | % Italiani su stranieri | % Italiani sul totale popolazione |
| ---------------------- | ----------------------- | ---------------------- | ----------------------- | --------------------------------- |
| 1881                   | 2.075.245               | 3.237                  | 6,6                     | 0,15                              |
| 1941                   | 3.850.771               | 3.034                  | 6,3                     | 0,07                              |
| 1950                   | 5.091.543               | 136.705                | 31,1                    | 3,01                              |
| 1961                   | 7.523.999               | 113.631                | 24,6                    | 1,51                              |
| 1971                   | 10.721.522              | 213.000                | 22,3                    | 1,99                              |
| 2001                   | 23.054.210              | 49.337                 | 4,86                    | 0,04                              |

## Attività principali

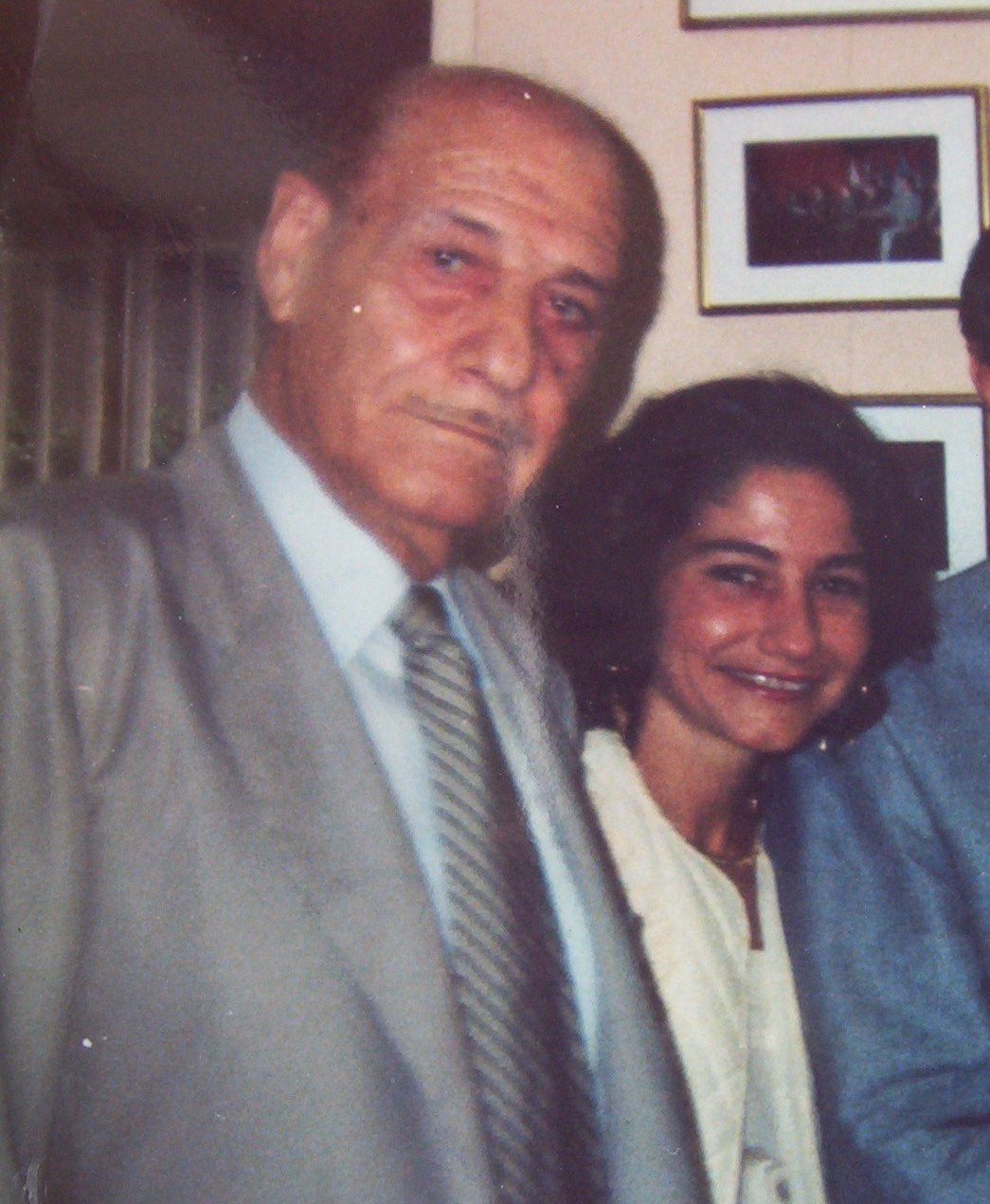
Pompeo D'Ambrosio, responsabile con il fratello Mino dell'epoca d'oro del Deportivo Italia, la squadra di calcio degli italo-venezuelani

Gli italo-venezuelani occupano un posto di assoluto rilievo nella società venezuelana. Secondo l'ambasciata italiana dagli anni Sessanta circa un terzo delle industrie venezuelane non collegate all'attività petrolifera sono di proprietà e/o amministrate da italiani e loro discendenti.
Nella comunità italiana, la minoranza più importante del Paese insieme a quella spagnola, si annoverano, per esempio, presidenti della repubblica (Jaime Lusinchi e Raúl Leoni), imprenditori (Giacomo Clerico, l'ingegnere Carlo Delfino, che con la sua Constructora Delpre ha edificato a Caracas le torri del Parque Central, uno dei più alti grattacieli del Sudamerica, e Filippo Sindoni, grande industriale pastario e dolciario), finanzieri (Pompeo D'Ambrosio), campioni sportivi (Johnny Cecotto), artisti e uomini di spettacolo (Franco De Vita, Yordano e Renny Ottolina), modelle internazionali (Daniela Di Giacomo).

## Principali associazioni e istituzioni
- Asociación Civil Agustin Codazzi a Caracas
- Casa de Italia a Caracas, Maracay, Valencia e Ciudad Bolívar
- Centro Italo-Venezolano a Caracas, Barcelona, Maracaibo e Valencia
- Club Social Italiano a Puerto La Cruz e Acarigua
- Deportivo Italia Football Club a Caracas
- Instituto Italiano de Cultura a Caracas [10]
- Camera di Commercio Venezulano-Italiana (CAVENIT) [11]
- Associazioni regionali di italiani in Venezuela[12]